# Sankt Georgen im Lavanttal
Sankt Georgen im Lavanttal je obec v okresu Wolfsberg, ve spolkové zemi Korutany v Rakousku. Bydlí zde asi 2000 obyvatel (2016).

## Správní členění
Obec je rozdělena na sedm katastrálních území (Andersdorf, Gundisch, Krakaberg, Herzogberg, Raggane, St. Georgen-Hartneidstein, Steinberg). Obec obsahuje následující 21 lokalit (v závorce počet obyvatel v lednu 2015).:
| - Allersdorf (116) - Andersdorf (120) - Fransdorf (61) - Götzendorf (15) - Gundisch-Mitte (25) - Gundisch-Nord (32) - Gundisch-Süd (18) - Herzogberg (57) - Hofwiesen (170) - Krakaberg (8) - Matschenbloch (108) | - Niederhof (61) - Oberrainz (53) - Pfaffendorf (78) - Pontnig (69) - Raggane (46) - Sankt Georgen im Lavanttal (693) - Steinberg-Hart (70) - Steinberg-Oberhaus (48) - Unterpichling (53) - Unterrainz (112) |